# 邁丹 (奧列夫斯克區)
51°4′42″N 27°24′19″E / 51.07833°N 27.40528°E
邁丹（烏克蘭語：Майдан），是烏克蘭北部的村莊，隸屬日托米爾州的科羅斯滕區。該村面積1.89平方公里，海拔高度189米，2001年人口452，人口密度每平方公里239.15人。